# Индиан-Уэлс (Калифорния)
Индиан-Уэлс (англ. Indian Wells — «индейские колодцы») — город в округе Риверсайд, штат Калифорния, США. 
По подсчетам Бюро переписи населения США, в 2000 году население города составляло 3816 человек. 
Получил мировую известность благодаря проведению с 1987 года ежегодных теннисных турниров ATP и WTA-туров Indian Wells Masters, которые считаются одними из наиболее престижных в мире после 4 турниров Большого шлема.
Отношение количества миллионеров проживающих в городе к общему населению выше, чем в любом другом городе США.

## География
Согласно бюро переписи населения США, общая площадь города 34,7 км², из которых, 34,3 км² являются землей, и 0,4 км² (1,19 %) вода. Благодаря географическому положению в городе тёплый, сухой климат, 354 солнечных дней и менее 150 мм осадков в год.